# Residenz (Passau)

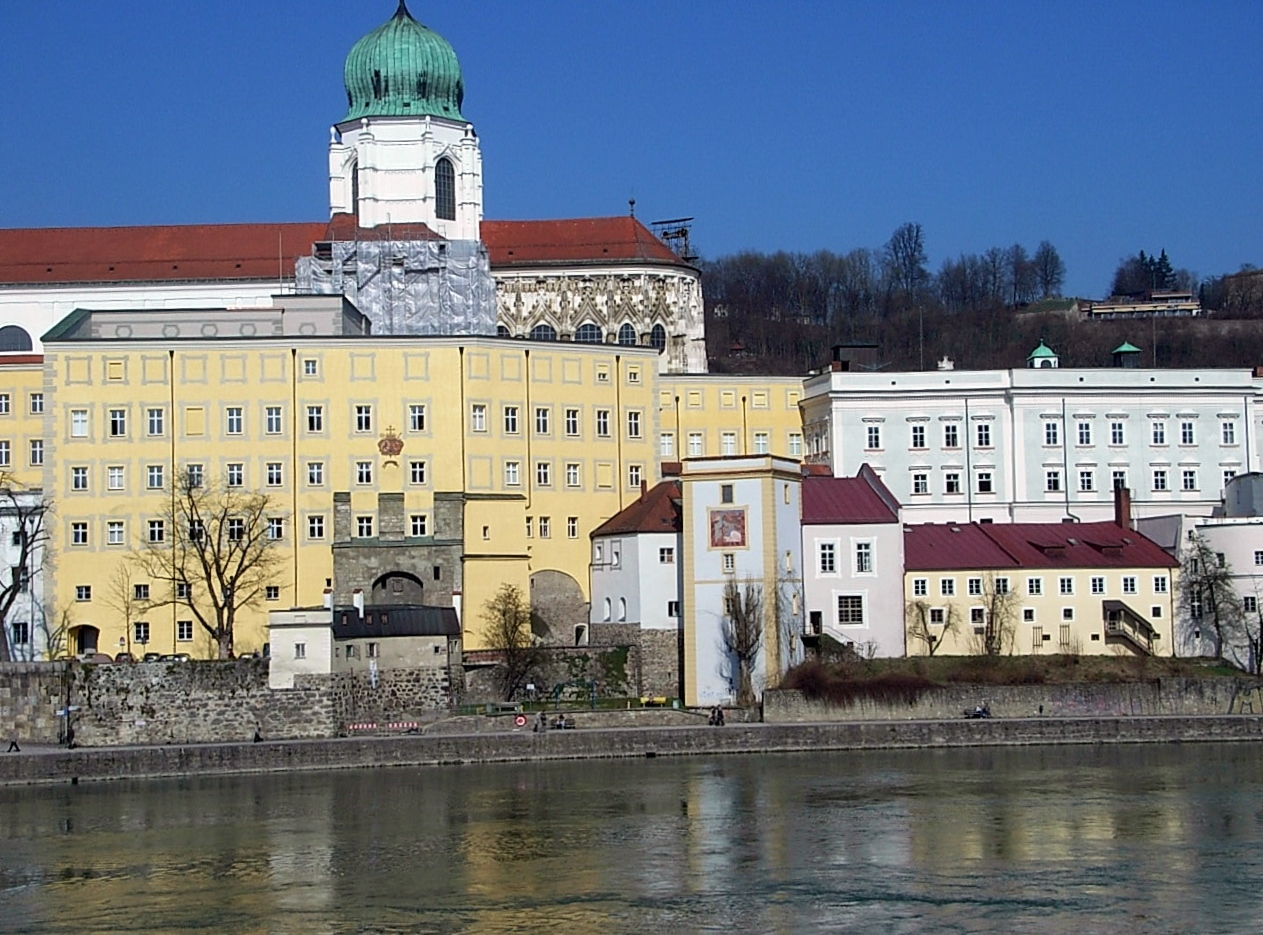
Alte und Neue Residenz

Die Fürstbischöfliche Residenz in der Altstadt von Passau erstreckt sich als 200 Meter langer Gebäudekomplex entlang dem  Innufer und gegenüber dem Dom. 

## Beschreibung
Die Bischofsresidenz besteht aus der Alten Residenz, die heute das Landgericht beherbergt und der Neuen Residenz. Die Alte Residenz stammt im Kern aus dem 13. Jahrhundert und wurde nach den beiden Stadtbränden von 1662 und 1680 wiederhergestellt. Die Neue Residenz wurde um 1707–1730 erbaut nach Plänen von Domenico d’Angeli und Antonio Beduzzi. Alte und neue Residenz sind durch den sogenannten Saalbau verbunden, der ursprünglich die fürstbischöfliche Hofbibliothek beherbergte und heute das Domschatz- und Diözesanmuseum. Der Parlamentensaal im 2. Obergeschoss mit Stuckdecke der Holzinger-Schule wurde früher Papstsaal genannt.
Vor dem Durchgang unter dem südlichen Domturm zur Zengergasse befindet sich das sogenannte Fürstliche Neugebäud, wegen seines Terrassengartens auch sala terrena genannt, das 1708 von Jacob Pawagner erbaut wurde und in dem bis 2003 ein Postamt untergebracht war.
Im ehemaligen fürstbischöflichen Opernhaus im Westen des Komplexes befindet sich heute das Stadttheater Passau. Das 1645 ursprünglich als Ballhaus errichtete Gebäude, wurde ab 1770 als Hofkomödienhaus genutzt und schließlich 1783 auf Anweisung von Fürstbischof von Auersperg durch Johann Georg Hagenauer zum Opernhaus umgebaut.